# Калмык, Фёдор Иванович
Фёдор Иванович Калмык (нем. Fedor Kalmouk, Feodor Kalmück, Feodor Ivannoff; около 1765, Калмыцкое ханство, Российская империя — 27 января 1832, Карлсруэ, Великое герцогство Баден) — калмыцкий и немецкий художник.

## Биография
Родился в Калмыкии в племени торгутов предположительно в 1765 году. В январе 1771 году во время калмыцкого исхода из России в Джунгарию, мальчик был захвачен яицкими казаками, которые по приказу Екатерины II пытались препятствовать калмыкам кочевать на восток. Позднее казаки переправили шестилетнего ребёнка в Санкт-Петербург, где подарили его императрице Екатерине II. В Санкт-Петербурге ребёнок был крещён и ему дали имя Фёдор.
Фёдор был подарен Екатериной II баденской герцогине Амалии Гессен-Дармштадтской, старшей сестре первой жены будущего императора Павла I. В Карлсруэ Амалия отдала Фёдора на обучение медицине. После обнаружения у мальчика художественных способностей, Фёдора отдали обучаться живописи придворным художникам Меллиту и Беккеру. Позднее мальчика направили на обучение в основанную баденским маркграфом Карлом Фридрихом художественную школу в Карлсруэ. После обучения в этой школе Фёдору выдали стипендию маркграфа и в 1791 году его отправили в Рим, чтобы он там смог продолжить своё художественное обучение. Вместе с ним в Римe учился его школьный друг — будущий архитектор Фридрих Вейнбреннер, который в первой половине XIX века станет автором архитектурной застройки в стиле классицизма исторического центра Карлсруэ.
Во время своего обучения в Риме создал известную гравюру с третьих ворот баптистерия во Флоренции авторства Лоренцо Гиберти.
В 1803 году участвовал в составе археологической экспедиции английского лорда Элгина на раскопках Акрополя в Афинах. В апреле 1803 года Фёдор Калмык отправился в Англию, чтобы там завершить рисунки, сделанные во время раскопок в Греции. В 1806 году он вернулся в Карлсруэ, где получил должность придворного художника герцога Баденского.
В 1810 году посетил Рим, Неаполь и Салерно. В Помпеях он посетил археологические раскопки.
27 января 1832 года умер в Карлсруэ.

## Творчество
Самыми известными гравюрами Фёдора Калмыка являются «Триумф Галатеи», «Вакханалия», «Марс и Венера», «Портрет Гебеля» и «Автопортрет». В 1795 году Фёдор Камык на собственные средства издал свои гравюры на двенадцати листах. Он также выполнил монументальную роспись евангелической церкви в Карлсруэ.
В 1815 году лондонский антиквар Кольнаж издал «Автопортрет» Фёдора Калмыка.
Портрет Фёдора Калмыка имеется в библиотеке имени Салтыкова-Щедрина в Санкт-Петербурге.

## Память
Автором первой публикации в России о Фёдоре Калмыке стал основатель и редактор журнала «Отечественные записки» П. П. Свиньин, который служил при генеральном штабе российской армии в Германии. В 1813 году он сопровождал Александра I, который после битвы под Лейпцигом, посетил Карлсруэ, где П. П. Свиньин познакомился с Фёдором Калмыком, оформлявшем в это время дворец по случаю приезда российского императора.
С 2011 года Министерство образования, культуры и науки Республики Калмыкия учредило премию в области изобразительного искусства имени Федора Калмыка.